# Thor-Agena
Thor-Agena era il nome di una serie di razzi vettore statunitensi. Si trattava di razzi a due stadi, che usavano come primo stadio un razzo Thor e come secondo stadio un razzo Agena.
I razzi Thor-Agena furono usati tra il 1959 e il 1968 per il lancio di satelliti artificiali.

## Versioni
Il razzo Thor-Agena venne costruito in diverse versioni.
- Thor-Agena A: usava come secondo stadio un razzo Agena A. Questa versione fu usata per effettuare 16 lanci (di cui 7 falliti) tra il 21 gennaio 1959 e il 13 settembre 1960. I lanci riguardarono vari satelliti spia del programma Corona, tra cui il Discoverer 14.
- Thor-Agena B: usava come secondo stadio un razzo Agena B. Con questa versione vennero effettuati 53 lanci (di cui 9 falliti) tra il 12 novembre 1960 e il 15 maggio 1966; tra i lanci più importanti vi fu quello del primo satellite canadese, l'Alouette 1, effettuato il 29 settembre 1962.
- Thor-Agena D: usava come secondo stadio un razzo Agena D. Venne usato per effettuare 82 lanci (di cui 7 falliti) tra il 28 luglio 1962 e il 17 gennaio 1968.